# Lilium michauxii
Lilium michauxii ist eine Art aus der Gattung der Lilien (Lilium) in der Amerikanischen Sektion innerhalb der Familie der Liliengewächs (Liliaceae).

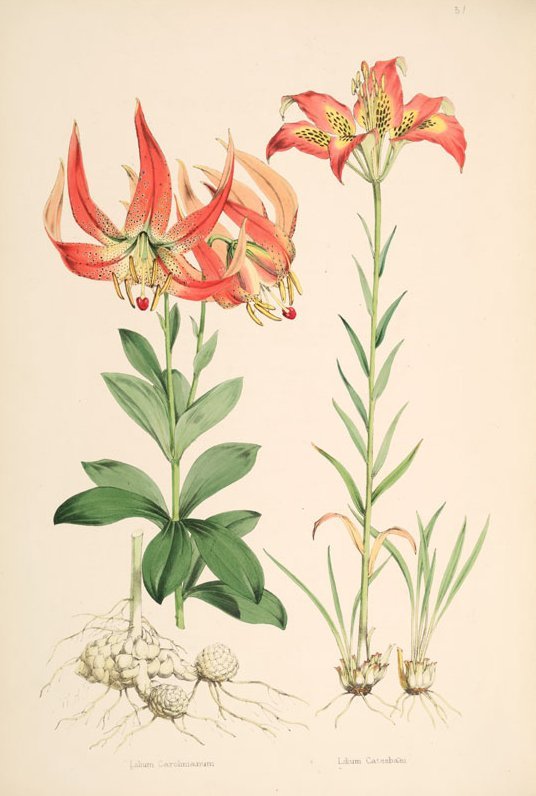
Illustration von Lilium michauxii

## Beschreibung
Lilium michauxii ist eine mehrjährige krautige Pflanze, die Wuchshöhen von bis zu 100 Zentimeter erreicht. Die Zwiebeln sind klein, rundlich und erreichen einen Durchmesser von etwa 3 bis 4 cm, sie sind unsegmentiert oder bilden maximal zwei Teile aus und bilden Rhizome aus.
Der Stängel ist hart und gerade. Die breit lanzettlichen Laubblätter sind etwa 1,5 bis 3,8 cm breit und 3,6 bis 11,1 cm lang und zu zwei bis vier Quirlen aus drei bis zehn Blättern am Stängel angeordnet. Die Blattränder sind gewellt.
Sie blüht von Juli bis Mitte August mit bis zu vier in einer Dolde nach unten hängenden Blüten. Die zwittrigen, dreizähligen Blüten haben sechs stark zurückgebogene, gleichgeformte Blütenhüllblätter (Tepalen) (türkenbundform). Die Farbe der Blüten variiert von orange bis rot mit braunen Sprenkeln, die Tepalen werden zum Schlund hin gelblich-weiß. Die Antheren sind braun, die Filamente grün, und die Pollen braun.
Die Samen reifen in länglichen 2,4 cm bis 5,6 cm großen Kapselfrüchten, die häufig an der Längsseite geflügelt sind und keimen hypogäisch.

## Verbreitung und Ökologie
Lilium michauxii ist die einzige Lilien-Art, die östlich der Rocky Mountains endemisch ist. Sie findet sich in den Bundesstaaten Alabama, Florida, Georgia, Louisiana, Mississippi, North Carolina, South Carolina, Tennessee, Texas, Virginia und West Virginia. Die Spezies ist jedoch insgesamt sehr selten.
Lilium michauxii braucht einen trockenen und durchlässigen Boden, bevorzugt an Straßenrändern oder in Pinienwäldern in Höhenlagen bis zu 1600 m NN.
Wie viele andere Lilien und Blütenpflanzen im Südosten der vereinigten Staaten wird Lilium michauxii von großen Schmetterlingen aus der Familie der Ritterfalter wie zum Beispiel von Papilio glaucus, aber auch anderen Arten der Familie bestäubt.

## Verwendung
Lilium michauxii ist nur selten für Züchtungen herangezogen worden. In amerikanischen Gärten ist sie gelegentlich zu finden.

## Taxonomie
Lilium michauxii wurde 1814 von Jean Louis Marie Poiret in Lamarcks Encyclopédie Méthodique. Botanique ... Supplément 3, Seite 457 erstbeschrieben. Sie wurde nach dem französischen Botaniker André Michaux benannt. Synonyme  sind Lilium carolinianum Michx. non Lam., Lilium canadense var. carolinianum (Chapm.) Baker und Lilium superbum var. carolinianum Chapm.